# Gare de Septèmes
Gare de Septèmes vasútállomás Franciaországban, Septèmes-les-Vallons településen.

## Vasútvonalak
Az állomást az alábbi vasútvonalak érintik:
- Lyon-Perrache-Grenoble-Marseille-vasútvonal

## Kapcsolódó állomások
A vasútállomáshoz az alábbi állomások vannak a legközelebb:
- Gare de Simiane
- Gare de Saint-Antoine